# Bistum Libmanan
Das Bistum Libmanan (lat.: Dioecesis Libmanana) ist eine auf den Philippinen gelegene römisch-katholische Diözese mit Sitz in Libmanan.

## Geschichte
Das Bistum Libmanan wurde am 9. Dezember 1989 durch Papst Johannes Paul II. mit der Apostolischen Konstitution Philippinis in Insulis aus Gebietsabtretungen des Erzbistums Caceres als Territorialprälatur Libmanan errichtet. Die Territorialprälatur Libmanan wurde dem Erzbistum Caceres als Suffragan unterstellt. Am 25. März 2009 wurde die Territorialprälatur Libmanan durch Papst Benedikt XVI. mit der Apostolischen Konstitution Cum in Philippinis zum Bistum erhoben.
Das Bistum Libmanan umfasst die Provinz Camarines Sur.

## Ordinarien

### Prälaten von Libmanan
- Prospero Nale Arellano, 1989–2008
- José Rojas Rojas Jr., 2008–2009

### Bischöfe von Libmanan
- José Rojas Rojas Jr., seit 2009